# Louis Piantoni
Louis Piantoni, né le 30 décembre 1885 à Genève et mort le 20 août 1958 à Chêne-Bougeries, est un musicien suisse.

## Biographie
Il est fils de Jean Baptiste Piantoni, originaire de Muralto, et de Marie Jenny Gay. Il effectue ses études au conservatoire de musique de Genève dès 1896 avec Emile Jaques-Dalcroze (harmonie), Joseph Lauber (instrumentation et composition) et Otto Barblan (orgue et contrepoint). Il obtent le Diplôme de cornet en 1898, puis de piano en 1907. Dès 1908, il enseigne le piano à l'école artistique de musique de Genève qu'il dirige de 1915 à 1956. En 1920, il adhère à un groupe de compositeurs réunissant notamment Charles Chaix, Aloys Fornerod et Henri Gagnebin. Son catalogue contient plus de 150 titres (orgue, piano, mélodies, musique de chambre, chœurs, orchestre). Le compositeur suisse Henri Scolari compte parmi ses élèves. C'est à la tradition française de César Franck, Gabriel Fauré et Maurice Emmanuel que se rattache le style de Piantoni. Dès 1911 il est membre de l'Association des musiciens suisses.